# 夢路行
夢路 行（ゆめじ こう、7月12日 - ）は、日本の漫画家。長崎県出身。女性。代表作は『あの山越えて』。

## 来歴
1983年、『ぶ〜け』4月号、「踊る三日月夜」でデビュー。2002年、『フォアミセス』（秋田書店）より代表作である『あの山越えて』の連載を開始。
2021年、『Eleganceイブ』（同社）にて『57人の遺産相続人』の連載を開始。2023年に連載終了。2024年、同誌にて『ただいまムームー』の連載を開始。

## 作品リスト

### 漫画作品

#### 連載
- 荻の原日記（『月刊Gファンタジー』1993年4月号[5] - 1993年12月号）
- 夜話
- あの山越えて（『フォアミセス』2002年6月号[1] - 2020年2月号[1]）
  - あの山越えて 日・日・天のたより（『フォアミセス』2020年5月号[6] - ） - 『あの山越えて』の続編[6]。
- モノクローム・ガーデン（『月刊コミックZERO-SUM』）
- 57人の遺産相続人（『Eleganceイブ』2021年4月号[2] - 2023年11月号[3]）
- ただいまムームー（『Eleganceイブ』2024年4月号[4] - ） - シリーズ連載[4]。

#### 読み切り
- 緑野 - 『緑野』に収録[7]。
- 草原から来た少女 - 『緑野』に収録[8]。
- 樫木的小旅行 - 『緑野』に収録[9]。
- 宇宙船を出すなら金曜日 - 『緑野』に収録[10]。
- 校門坂効果（『ぶ〜けせれくしょん』No.5[11]）
- 彩子のしっぽ（『ぶ〜けDELUXE』1988年初春の号[12]）
- 十五歳の冬 - 『夢見た春』に収録[13]。
- 雨隠り - 『夢見た春』に収録[14]。
- 夢みた春 - 『夢見た春』に収録[15]。
- 帰り道（『ぶ〜け』1990年1月号[16]） - 『夢見た春』に収録[17]。
- 空に夏の気配（『ぶ〜け』1990年10月号[18]） - 『空に夏の気配』収録[19]。
- 茅子 - 『空に夏の気配』に収録[20]。
- 先駆けの花咲く頃 - 『空に夏の気配』に収録[21]。
- みんなの夏休み（『ぶ〜け』1991年7月号[22]、1991年8月号[23]） - 前後編[22][23]。
- 鳥を見ていた朝（『ぶ〜け』1992年1月号[24]） - 『鳥を見ていた朝』に収録[25]。
- 賑やかな昼下がり（『ぶ〜け』1992年5月号[26]） - 『鳥を見ていた朝』に収録[27]。
- 二人で歩きたい黄昏（『ぶ〜け』1992年10月号[28]） - 『鳥を見ていた朝』に収録[29]。
- 春が来たから…（『ぶ〜け』1993年4月号[30]）
- オン・ザ・パレード（『ぶ〜け』1994年8月号[31]）
- 未（『ぶ〜け』1995年8月号[32]）
- 踊りましょうか（『ぶ〜け』1995年12月号[33]）
- タイトル不明（『Eleganceイブ』2019年11月号別冊付録「エレガンスイブmini にゃんこ」[34]） - 猫にまつわる漫画[34]。

### 書籍
- 『緑野』集英社〈ぶ〜けコミックス〉、1988年発行[35]、ISBN 4-08-860144-0
- 『夢見た春』集英社〈ぶ〜けコミックス〉、1990年発行[36]、ISBN 4-08-860219-6
- 『空に夏の気配』集英社〈ぶ〜けコミックス〉、1991年発行[37]、ISBN 4-08-860246-3
- 『鳥を見ていた朝』集英社〈ぶ〜けコミックス〉、1993年発行[38]、ISBN 4-08-860289-7
- 『荻の原日記』エニックス〈ガンガンファンタジーコミックス〉、1994年発行[39]、ISBN 4-87025-506-5
- 『鈴が鳴る 教室の四季シリーズ』集英社〈マーガレットコミックス〉、1995年発行[40]、ISBN 4-08-848421-5
- 『夜話』集英社〈マーガレットコミックス〉、1997年発行[41]、ISBN 4-08-848673-0
- 『あの山越えて』、秋田書店〈秋田レディースコミックスセレクション〉2003年[42] - 2020年、全36巻
  - 『あの山越えて 日・日・天のたより』、秋田書店〈秋田レディースコミックスデラックス〉2020年 - 、既刊10巻
- 『モノクローム・ガーデン』、一賽舎〈IDコミックス ZERO-SUMコミックス〉2003年[43] - 2005年、全4巻
- 『ねこあきない』、秋田書店、2005年 - 2010年、全4巻
- 『57人の遺産相続人』、秋田書店〈秋田レディースコミックスデラックス〉2022年[44] - 、既刊2巻

### その他
- エッセイ特集（『ぶ〜け』1990年9月号[45]）
- 秋田書店東日本大震災チャリティ携帯用待ち受け画面配信（2011年4月15日） - 描きおろしイラスト[46]